# Франц Вилхелм фон Вартенберг
Франц Вилхелм, граф фон Вартенберг (на немски: Franz Wilhelm Kardinal Reichsgraf von Wartenberg; * 1 март 1593, Мюнхен; † 1 декември 1661, Регенсбург) е кардинал, значим княжески княжески епископ на Оснабрюк (1625 – 1661) и Регенсбург (1649 – 1661) и ръководи епископствата Ферден (1630 – 1631) и Минден (1631 – 1648) от страничната линия Бавария-Мюнхен на княжеската фамилия Вителсбах.

## Живот
Франц Вилхелм е син от морганатичния брак на принц Фердинанд Баварски, синът на баварския херцог Албрехт V от Бавария, с Мария фон Петенбек. През 1602 г. той (и братята и сестрите му) е издигнат от императора като граф на Вартенберг на имперски граф.
От 1601 до 1604 г. посещава йезуитското училище в Инголщат, след това Collegium Germanicum et Hungaricum в Рим. През 1614 г. той е помазан от кардинал Роберто Белармино. Същата година става президент на духовниците, от 1619 г. на баварския таен съвет в Мюнхен, а през 1621 г. в двора на Кьолнския курфюрст в Бон.
Франц Вилхелм представя интересите на 17 католически манастири и абатства при Вестфалския мирен договор (1643 – 1648 г.) в Оснабрюк и Мюнстер.
Папа Александър VII по предложение на императора го издига на кардинал на 5 април 1660 г. От 1625 до 1661 г. той е 59. епископ на Оснабрюк. Франц Вилхелм след като става епископ на Регенсбург (1649 г.) през 1660 г. свиква църковни събори в епископството. Следващият събор на Регенсбург е свикан едва през 1927 г.
Сърцето му е погребано в Гнаденкапелата на Алтьотинг.